# ديف ويلزي
ديف ويلزي (بالإنجليزية: Dave Welsh)‏ هو عازف قيثارة وموسيقي أمريكي، ولد في 15 أغسطس 1984 في توسان في الولايات المتحدة.

## وصلات خارجية
- ديف ويلزي على موقع ميوزك برينز (الإنجليزية)
- ديف ويلزي على موقع أول ميوزيك (الإنجليزية)
- ديف ويلزي على موقع أول ميوزيك (الإنجليزية)
- ديف ويلزي على موقع أول ميوزيك (الإنجليزية)
- ديف ويلزي على موقع ديسكوغز (الإنجليزية)